# Gary Cole
Gary Cole, född 20 september 1956 i Park Ridge, Illinois, är en amerikansk skådespelare, för svensk TV-publik mest känd som radioprataren Jack Killian i En röst i natten och som brottsbekämpare i kriminalserien Wanted (2005).  
På TV har han haft huvudroller i TV-serierna En röst i natten, Vita huset, Crusade, The Good Wife, The Good Fight, Veep och Chicago Fire. 
År 1992 gifte sig Cole med Teddi Siddall. Siddall dog den 4 februari 2018. De har en dotter, Mary Cole.

## Filmografi i urval
- 1984 - Död i dimma dold (Fatal Vision)
- 1986 - Lucas
- 1988–1991 – En röst i natten (TV-serie)
- 1990 - Den gamle och havet
- 1993 – I skottlinjen: Bill Watts
- 1997 – Gang Related
- 1998 – En enkel plan
- 1999 – Office Space
- 2002–2007 – Kim Possible (TV-serie) (röst)
- 2002 – One Hour Photo: Bill Owens
- 2002 – I Spy
- 2003 – Kim Possible: Tidsapan (röst i animerad TV-film)
- 2003–2006 – Vita huset (TV-serie)
- 2004 – Win a Date with Tad Hamilton!
- 2004 – Pop Rocks
- 2004 – Dodgeball
- 2004 – Crusade (TV-serie)
- 2005 – The Ring 2
- 2005 – Crazy in Love
- 2005 – Wanted (TV-serie)
- 2006 – Talladega Nights: The Ballad of Ricky Bobby
- 2007–2011 – Entourage (TV-serie)
- 2008 – Desperate Housewives (TV-serie)
- 2008 – Conspiracy
- 2008 – Pineapple Express
- 2008 – Psych (TV-serie) (avsnittet "Gus Walks Into a Bank")
- 2010 – The Closer (TV-serie)
- 2010–2016 – The Good Wife (TV-serie)
- 2011 – Hopp
- 2011–2013 – Suits (TV-serie)
- 2017 – The Good Fight (TV-serie) (13 avsnitt)
- 2023 – White House Plumbers (TV-serie)